# Toi, ma guitare et moi
Toi, ma guitare et moi est le 10e album de François Corbier, sorti en 2003.
Il s’agit d’un album live, enregistré les 20 et 21 juin 2003 à Romanèche-Thorins, Corbier étant seul sur scène avec comme seul accompagnement sa guitare de marque Takamine.

## Titres
Toutes les chansons sont écrites et composées par François Corbier.
| No  | Titre                                                                                       | Durée |
| --- | ------------------------------------------------------------------------------------------- | ----- |
| 1.  | La galère capitaine                                                                         | 3:38  |
| 2.  | La tempête                                                                                  | 3:18  |
| 3.  | Le bistrot de la supérette                                                                  | 2:48  |
| 4.  | Les lunes de Mme W                                                                          | 3:53  |
| 5.  | Les Épinards                                                                                | 3:37  |
| 6.  | Chronique sida                                                                              | 2:27  |
| 7.  | Cui-cui                                                                                     | 2:09  |
| 8.  | Ne nous flashons pas                                                                        | 4:33  |
| 9.  | Medley (Le nez de Dorothée, Sans ma barbe, Nous les mille-pattes, Laissez les mamies faire) | 1:59  |
| 10. | Starblues                                                                                   | 2:18  |
| 11. | J’arrive chez elle                                                                          | 3:29  |
| 12. | Plante un jardin                                                                            | 3:00  |
| 13. | La galère capitaine (version longue)                                                        | 7:18  |
| 14. | Courrier du cœur                                                                            | 4:16  |